# Harry Winer
Harry Winer est un réalisateur, producteur et scénariste américain né le 4 mai 1947 à Détroit, Michigan (États-Unis). Il est marié avec l'ex-star de la série télévisée Drôles de dames, Shelley Hack, devenue une femme politique. Ils ont une fille en 1990.
Il crée, avec sa femme, la société de production de films et téléfilms « Smash Media », dont de nombreux projets sont en cours de production, notamment le film The Expatriate de Philipp Stölzl.

## Filmographie

### comme réalisateur
- 1976 : The Legend of Bigfoot
- 1978 : ABC Afterschool Special : épisode One of a Kind (TV)
- 1979 : Pour l'amour du risque ("Hart to Hart") (série télévisée)
- 1980 : Stone (série télévisée)
- 1982 : Callahan (série télévisée)
- 1982 : Tucker's Witch (série télévisée)
- 1984 : À cœur perdu (TV)
- 1984 : The Duck Factory (série télévisée)
- 1984 : Paper Dolls ("Paper Dolls") (série télévisée)
- 1985 : Le Miroir aux alouettes (Mirrors) (TV)
- 1986 : Cap sur les étoiles (SpaceCamp)
- 1987 : Jake's M.O.
- 1988 : Heartbeat (TV)
- 1988 : Heartbeat (série télévisée)
- 1989 : I Love You Perfect (TV)
- 1990 : When You Remember Me (TV)
- 1991 : Undercover (TV)
- 1992 : Taking Back My Life: The Nancy Ziegenmeyer Story (TV)
- 1992 : Stay the Night (TV)
- 1993 : Les Silences d'un homme (Men Don't Tell) (TV)
- 1993 : J. F. K. : Le Destin en marche (J.F.K.: Reckless Youth) (TV)
- 1996 : Parents secours (en) (House Arrest)
- 1998 : Jeremiah (TV)
- 1999 : Le Tourbillon des souvenirs (A Memory in My Heart) (TV)
- 1999 : Un agent très secret ("Now and Again") (série télévisée)
- 2002 : Damaged Care (TV)
- 2002 : Hack (série télévisée)
- 2003 : Un homme pour la vie (Lucky 7) (TV)
- 2003 : Jake 2.0 (série télévisée)
- 2003 : Tarzan (série télévisée)
- 2004 : Infidelity (TV)
- 2005 : The Dive from Clausen's Pier (TV)

### comme producteur
- 1992 : Taking Back My Life: The Nancy Ziegenmeyer Story (TV)
- 1993 : J.F.K.: Reckless Youth (TV)
- 1995 : Fatale rivale (Her Deadly Rival) (TV)
- 1996 : Incitation au meurtre (Twisted Desire) (TV)
- 1996 : Parents secours (House Arrest)
- 1997 : Close to Danger (TV)
- 1997 : Riot (TV)
- 1997 : Un corps parfait (Perfect Body) (TV)
- 2002 : Damaged Care (TV)

### comme scénariste
- 1976 : The Legend of Bigfoot
- 1978 : One of a Kind (TV)